# Evil Warning
Evil Warning è un EP del gruppo power metal brasiliano Angra, pubblicato nel 1994 in Giappone e nel 2000 nel resto del mondo.

## Tracce
1. Evil Warning (New version) – 6:40
2. Angels Cry (Re-mix) – 6:49
3. Carry On (Re-mix) – 5:09
4. Wuthering Heights – 4:38 (musica: Kate Bush cover)
5. Time (Demo version, bonus track) – 5:36

## Formazione
- Andre Matos - voce
- Kiko Loureiro - chitarra, cori
- Rafael Bittencourt - chitarra, cori
- Luis Mariutti - basso
- Ricardo Confessori - batteria